# Furacão Florence (1953)
O furacão Florence foi um forte furacão no Atlântico que atingiu o Panhandle da Flórida em setembro da temporada de 1953. A oitava tempestade e o quinto furacão da temporada, Florence desenvolveu-se no oeste do Caribe a partir de uma onda tropical perto da Jamaica em 23 de setembro. Produziu fortes chuvas na ilha vizinha e mais tarde causou danos no oeste de Cuba. A tempestade rapidamente se intensificou em um furacão sobre o Canal do Iucatã, e conforme se movia para o norte através do Golfo do México, os ventos máximos sustentados de Florence atingiram 201 km/h (125 mph). Em 26 de setembro, o furacão atingiu uma região esparsamente povoada do oeste da Flórida e, logo após o desembarque, tornou-se um ciclone extratropical.
Os danos de Florence foram 421 casas danificadas e outras 3 destruídas. Os ventos destruíram os telhados de três abrigos, resultando em um ferido. A cidade de Apalachiclola, Florida foi temporariamente isolada devido ao impacto da tempestade. Não houve mortes associadas à Florence, e os danos totalizaram $200,000 (1953 USD. Depois de se tornar extratropical, os remanescentes continuaram para noroeste, produzindo chuva no seu percurso antes de se dissipara em 28 de setembro sudoeste da Nova Inglaterra.

## História meteorológica
As origens do furacão Florence vieram de uma onda tropical que se moveu através das Pequenas Antilhas para o leste do Caribe em 21 de setembro. A onda seguiu geralmente para o oeste e gerou uma tempestade tropical em 23 de setembro cerca de 100 mi (160 km) a sudeste da Jamaica. Com o nome de Florence, a tempestade intensificou-se continuamente após o desenvolvimento, embora uma circulação bem definida não tenha sido observada até 24 de setembro. Naquele dia, Florence atingiu o status de furacão no Canal de Iucatã, entre a Península de Iucatã e a ponta ocidental de Cuba.
Depois de virar para o norte e entrar no Golfo do México, Florença rapidamente se intensificou, com os Hurricane Hunters estimando ventos de 125 a 140 mph (205 a 225 km/h).  No entanto, a intensidade de pico oficial foi posteriormente reanalisada como 185 km/h (115 mph), junto com uma pressão de 968.0 mb (28.59 inHg), com a estimativa dos picos de ventos sendo considerada muito alta, pois os navios da região não os confirmaram. Em 26 de setembro, começou a enfraquecer rapidamente, devido a uma combinação de temperaturas de água mais frias e ar frio.  Por volta de 18:00 UTC daquele dia, Florence atingiu a costa em uma área escassamente povoada entre Fort Walton e Panama City Beach, Flórida, com ventos de 80 mph (130 km/h). Seis horas depois de chegar à costa, o furacão havia se transformado em um ciclone extratropical próximo às fronteiras da Flórida, Alabama e Geórgia.   Os remanescentes de Florence viraram o nordeste ao longo de uma frente fria, cruzando a Geórgia antes de emergir perto de Savannah. A tempestade foi paralela às Carolinas no mar, dissipando-se em 28 de setembro sudeste da Nova Inglaterra.

## Preparações e impacto

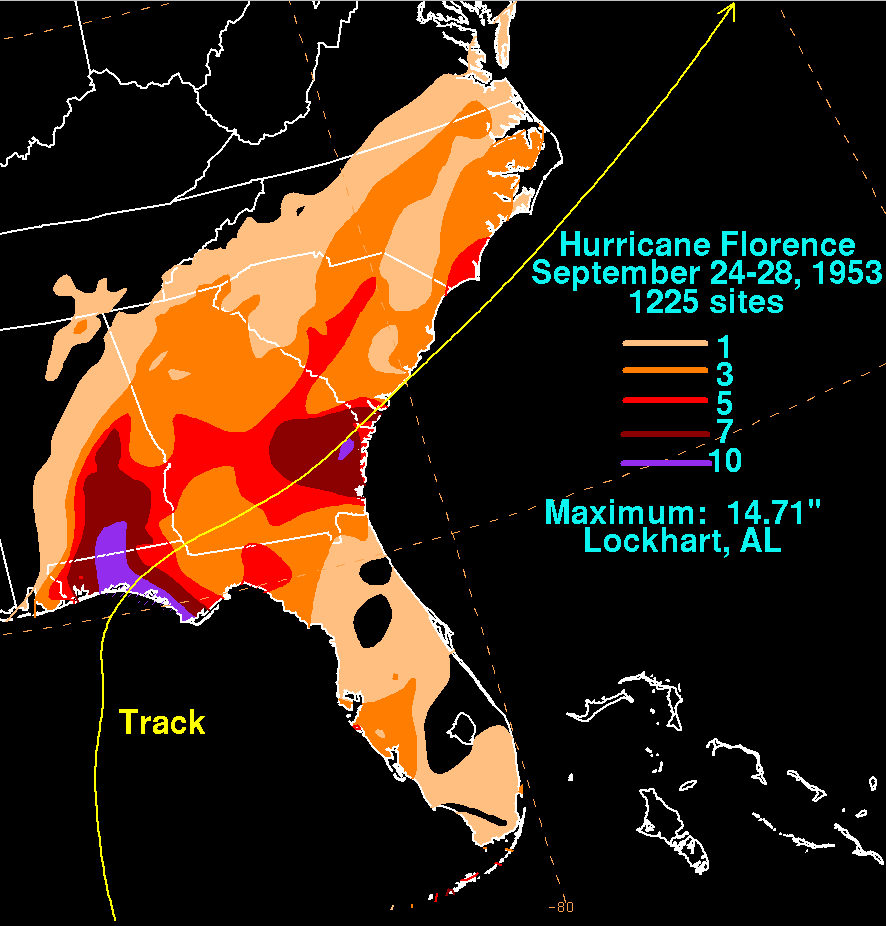
Precipitação de Florença nos Estados Unidos

Enquanto a tempestade estava a desenvolver em primeiro lugar, Florença caiu chuvas fortes até 10 in (250 mm) na Jamaica, que isolou aldeias e bloqueou estradas.  No início da sua existência, o furacão Florence produziu fortes ventos e ondas ao longo da costa oeste de Cuba, causando grandes danos localmente.  Antes do furacão atingir a costa do Golfo dos Estados Unidos, o Weather Bureau emitiu avisos e recomendou evacuações, que foram creditadas na prevenção de mortes ou ferimentos graves.  Na Flórida e no Alabama, a Guarda Nacional foi ativada no caso de danos pesados causados, embora em última análise não tenham sido exigidos. A Força Aérea voou com centenas de aviões para longe da região por segurança. Além disso, a Guarda Costeira dirigiu ao longo da praia para alertar as pessoas sobre a aproximação do furacão.  Na Panama City, Flórida, cerca de 10.000 pessoas foram evacuadas.  Todos os avisos relacionados ao furacão foram reduzidos pelo escritório de Nova Orleans US Weather Bureau às 4 pm CDT em 26 de setembro.  Em alto mar, um navio da Guarda Costeira dos Estados Unidos parou por 18 horas desde a manhã de 25 de setembro até à primeiras horas da manhã de 26 de setembro enquanto lutava contra o ciclone no Golfo do México.
Os ventos mais fortes registados foram 84 mph (135 km/h) na Base da Força Aérea de Eglin.  Embora Florence tenha atingido a costa da Flórida, a precipitação mais forte relacionada a Florence foi de 14.71 in (374 mm) em Lockhart, Alabama.  Duas faixas de chuva intensas, uma de cada lado do centro, foram responsáveis pela maior precipitação do furacão, incluindo taxas de chuva por hora de mais de 1.5 in (38 mm).  A Panama City informou 3.66 in (93 mm) em um período de três horas.  A combinação de ventos e chuvas fortes causou pequenos danos às plantações na Flórida e no sudeste do Alabama. Ao longo da costa, Florença danificou 421 casas e destruiu três outras.  Os ventos destruíram os telhados de três abrigos – um na Base Aérea de Eglin e dois em Crestview, Flórida, forçando os desabrigados a irem para áreas mais seguras; uma pessoa ficou ferida no processo. Os ventos também destruíram os telhados de nove casas em Crestview. Ondas fortes, chegando a 14 ft (4.3 m) de altura, danificando 100 ft (30 m) de um cais de pesca na Cidade do Panamá. As ondas também atingiram partes da US Route 98 perto de Apalachicola, deixando a cidade isolada depois que as linhas de transmissão foram derrubadas.
Devido aos ventos mais fortes afetarem um área pouco habitada perto da costa, os danos gerais nos Estados Unidos foram mínimos, estimados em $200,000. Fortes chuvas foram relatadas em partes da Alabama, incluindo um total de 8.72 in (221 mm), à falta de 250 mm de atingir o recorde de precipitação de 24 horas em Montgomery, Alabama de 1892. Ali, a chuva entupiu os canos de esgoto, inundando casas e carros. A tempestade deixou perto de 4.000 pessoas sem eletricidade na área. Enquanto Florence se movia através do sudoeste dos Estados Unidos, a chuva mais forte caiu perto do seu centro ou para a esquerda do centro, devido à interação com uma frente fria.